# Route nationale 844
Pour les articles homonymes, voir Route 844.
La route nationale 844 ou RN 844 est une route nationale française contournant la ville de Nantes, par l'ouest, le sud et l'est, sous la forme d'une voie rapide à 2x2 voies constituant ainsi la plus grande partie du boulevard périphérique nantais (le reste du périphérique étant constitué par A844).
Le numéro 844 a été choisi car il contient celui du département ; quant au 8, il est la référence utilisée par les autoroutes de l'Ouest (A81, A83, A84, etc.).
Lors de la formation du périphérique, la RN 844 reliait la porte d'Orvault (où prenait fin l'A844) et la porte du Bouguenais au sud du pont de Cheviré. Le reste du périphérique était principalement une voie départementale (RD 844 entre porte du Bouguenais et porte de Saint-Sébastien, puis RD 145 entre porte de Saint-Sébastien et porte du Vignoble), nationale (RN 249 entre la porte du Vignoble et la porte de Carquefou), voire communale (C844 entre porte de Carquefou et porte de Gesvres). Toutes ces voies, hors A844, ont été reclassées en RN 844 lors de la vague de déclassement en 2006.

## Actuelle RN 844
La route relie les autoroutes A82 (Porte d'Orvault) et l'A11 (Porte des Gesvres), lesquelles sont reliées entre elles par l'A844 qui forme le périphérique nord de Nantes.
Sur son tracé, elle emprunte plusieurs ouvrages d'art dont notamment :
- le pont de Cheviré qui franchit la Loire en aval de l'agglomération ;
- les ponts de Bellevue qui franchit la Loire en amont de l'agglomération ;
- le pont de la Beaujoire qui franchit l'Erdre au nord de l'agglomération.

## Ancienne RN 844
Avant la réforme de 1972, cette dénomination de RN 844 était attribuée à la liaison reliant Calvi et L'Île-Rousse, en Corse, celle-ci ayant depuis été déclassée en RD 151.

### Ancien tracé de Calvi à L'Île-Rousse (D 151)
- Calvi 42° 33′ 20,53″ N, 8° 47′ 33,53″ E
- Calenzana 42° 30′ 29,93″ N, 8° 51′ 17,93″ E
- Zilia 42° 31′ 49,7″ N, 8° 54′ 05,32″ E
- Col de Salvi
- Cateri 42° 34′ 09,81″ N, 8° 53′ 47,02″ E
- Aregno 42° 34′ 54,23″ N, 8° 53′ 51,8″ E
- Pigna 42° 35′ 52,1″ N, 8° 54′ 10,85″ E
- Corbara 42° 36′ 49,95″ N, 8° 54′ 22,94″ E
- L'Île-Rousse 42° 37′ 37,84″ N, 8° 55′ 19,72″ E